# 바콜로드
바콜로드(Bacolod)는 필리핀 중부 비사야 제도 네그로스섬에 위치한 도시로, 서네그로스주의 주도이다. 2010년 인구는 511,820명으로 면적은 162.67km2, 인구는 499,497명(2007년 기준)이며 네그로스섬 지방에서 가장 큰 도시이자, 비사야 제도에서 세부 다음으로 큰 도시이다. 1770년 설립되었으며 1938년 시로 승격되었다.

## 역사
바콜로드라는 명칭은 일롱궈어의 Stonehill이란 뜻의 "Bakolod"라는 글자에서 유래되었다.
바콜로드는 1565년 스페인이 필리핀을 지배하기 시작한 후 매그선에이 강 유역에 작은 촌락으로부터 시작되었다. 1787년 술루 술탄국의 공격을 받고 도시를 해안선 쪽에서 멀리 떨어진 곳으로 옮겨졌다. 1894년 네그로스 주의 주도가 바콜로드로 이전되었다. 1899년 3월 미군에 의해 점령되었다. 1942년 5월 21일 일본군에 의해 점령되었다가 1945년 5월 29일에 다시 미군에 의해서 해방되었다.

## 지리

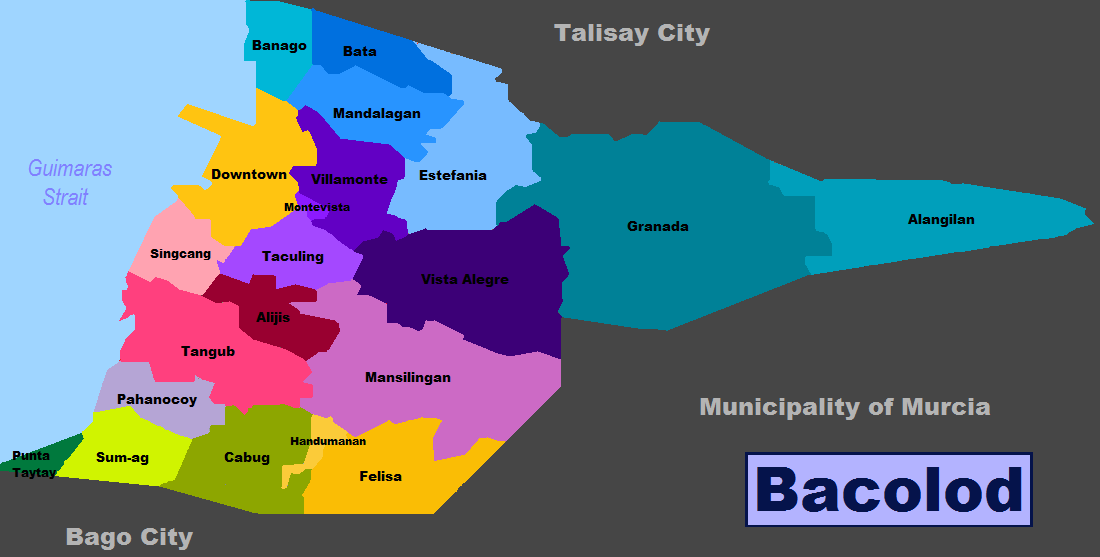
바콜로드 구역 지도

바콜로드는 서네그로스주의 서북부 해안에 위치하여 있다. 북쪽으로는 탈리사이, 동쪽으로는 뮤리카, 남쪽으로는 바고와 면하고 있으며, 서쪽 해안은 기마라스 해협을 접하고 있다. 바콜로드는 북위 10도 40분, 동경 122도 57분에 위치하여 있다.(10°40′N 122°57′E)
면적은 167.27km2이며 61개의 마을로 이루어져있다. 바나고 항구를 통해 해상으로 일로일로에서 접근이 가능하며, 항공으로는 바콜로드 실라이 국제공항을 통해 마닐라, 세부, 다바오, 카가얀데오로에서 접근이 가능하다.

### 기후
적도 부근에 위치하여 일년 내내 고온다습하다. 12월부터 5월까지는 건기로 상대적으로 비가 적게 내리며, 특히 4월부터 6월까지는 여름으로 가장 더운 시기이다. 6월부터 11월까지는 우기로 비가 많이 내린다.
| 바콜로드 시의 기후             | 바콜로드 시의 기후 | 바콜로드 시의 기후 | 바콜로드 시의 기후 | 바콜로드 시의 기후 | 바콜로드 시의 기후 | 바콜로드 시의 기후 | 바콜로드 시의 기후 | 바콜로드 시의 기후 | 바콜로드 시의 기후 | 바콜로드 시의 기후 | 바콜로드 시의 기후 | 바콜로드 시의 기후 | 바콜로드 시의 기후 |
| 월                             | 1월                | 2월                | 3월                | 4월                | 5월                | 6월                | 7월                | 8월                | 9월                | 10월               | 11월               | 12월               | 연간               |
| ------------------------------ | ------------------ | ------------------ | ------------------ | ------------------ | ------------------ | ------------------ | ------------------ | ------------------ | ------------------ | ------------------ | ------------------ | ------------------ | ------------------ |
| 일평균 최고 기온 °C (°F)       | 31 (88)            | 31 (88)            | 32 (90)            | 34 (93)            | 33 (91)            | 32 (90)            | 31 (88)            | 31 (88)            | 31 (88)            | 32 (90)            | 31 (88)            | 31 (88)            | 32 (89)            |
| 일평균 최저 기온 °C (°F)       | 23 (73)            | 23 (73)            | 24 (75)            | 25 (77)            | 25 (77)            | 25 (77)            | 24 (75)            | 24 (75)            | 24 (75)            | 24 (75)            | 24 (75)            | 23 (73)            | 24 (75)            |
| 평균 강수량 mm (인치)          | 39.2 (1.54)        | 35.5 (1.40)        | 38 (1.5)           | 56.7 (2.23)        | 155.6 (6.13)       | 236.9 (9.33)       | 375.8 (14.80)      | 338.2 (13.31)      | 249.7 (9.83)       | 191.3 (7.53)       | 133.7 (5.26)       | 113.9 (4.48)       | 1,964.5 (77.34)    |
| 평균 강수일수 (≥ 0.1 mm)       | 11                 | 7                  | 8                  | 6                  | 13                 | 19                 | 22                 | 19                 | 19                 | 19                 | 16                 | 14                 | 173                |
| 출처 1: worldweatheronline.com |                    |                    |                    |                    |                    |                    |                    |                    |                    |                    |                    |                    |                    |
| 출처 2: www.myweather2.com     |                    |                    |                    |                    |                    |                    |                    |                    |                    |                    |                    |                    |                    |

## 인구
| 연도                                    | 인구    | ±% p.a. |
| --------------------------------------- | ------- | ------- |
| 1903                                    | 15,983  | —       |
| 1918                                    | 19,424  | +1.31%  |
| 1939                                    | 57,474  | +5.30%  |
| 1948                                    | 101,432 | +6.52%  |
| 1960                                    | 119,315 | +1.36%  |
| 1970                                    | 187,300 | +4.61%  |
| 1975                                    | 223,392 | +3.60%  |
| 1980                                    | 262,415 | +3.27%  |
| 1990                                    | 364,180 | +3.33%  |
| 1995                                    | 402,345 | +1.88%  |
| 2000                                    | 429,076 | +1.39%  |
| 2007                                    | 499,497 | +2.12%  |
| 2010                                    | 511,820 | +0.89%  |
| 2015                                    | 561,875 | +1.79%  |
| 2020                                    | 600,783 | +1.33%  |
| Source: Philippine Statistics Authority |         |         |

## 경제
바콜로드는 필리핀에서 IT 산업과 비즈니스 프로세스 아웃소싱(BPO)이 세번째로 빠르게 발전하고 있는 곳이다. 필리핀 과학기술부로부터 정보통신기술국의 후보지로 추천받았으며, 비사야 제도 지역의 비즈니스 프로세스 협회의 최적지로도 추천받았다.
바콜로드는 필리핀의 "넥스트 웨이브 시티"에서 BPO와 오프쇼링 분야에서 3위를 기록했다.

## 인프라

### 파나드 스타디움

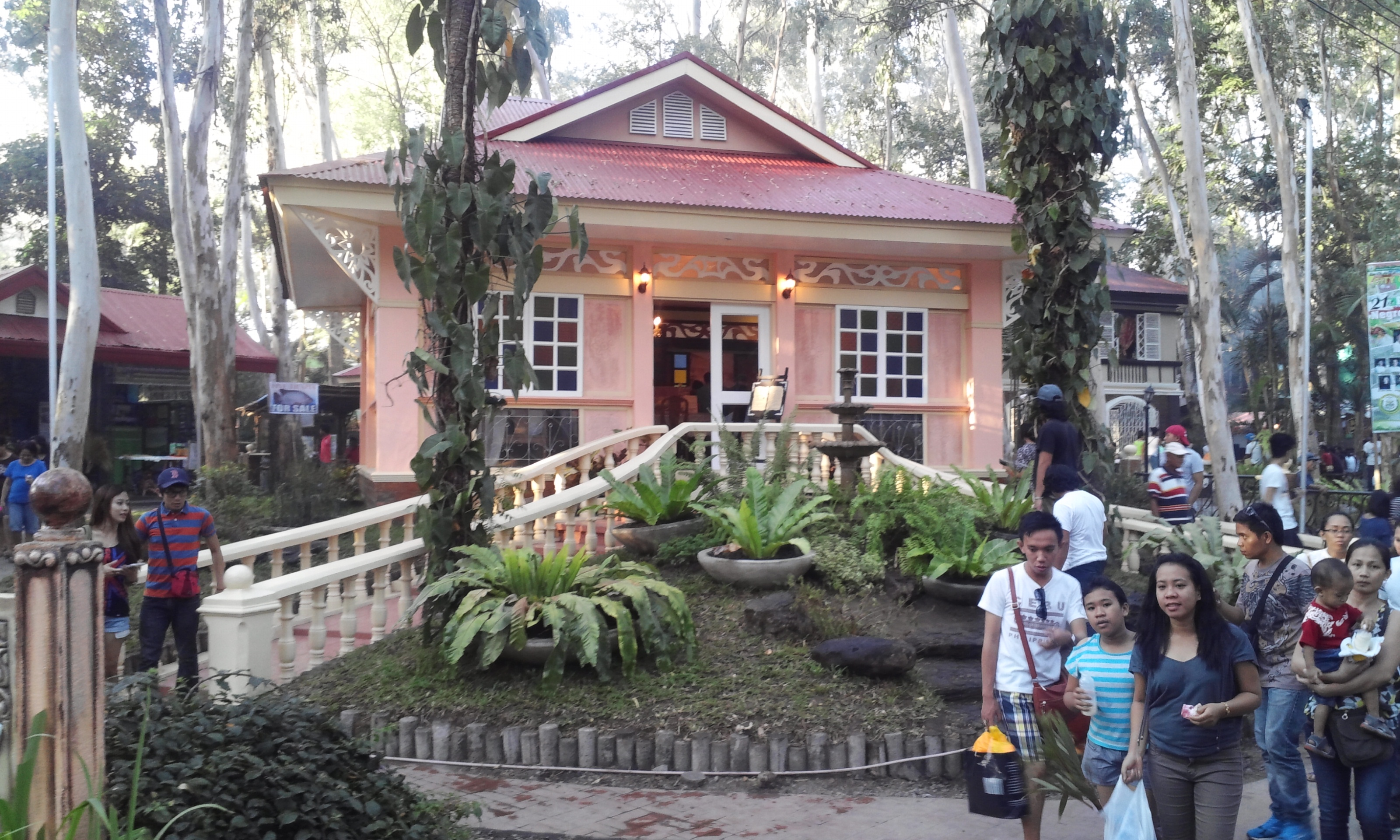
파나드 축제

파나드 스타디움은 바콜로드 시의 다목적 운동장이다. 현재 축구장으로 사용되고 있고, 2005년 동남아시아 경기 대회 때도 축구 경기가 열렸다. 2007년에도 동남아시아 축구 선수권 대회도 열렸다. 스타디움의 좌석수는 15,500석이고, 20,000명이 수용가능 하다. 파나드 스타디움은 필리핀 축구 국가대표팀의 공식 홈 경기장이기도 하다.

## 교육

### 대학교
- 서네그로스 - 리콜레토스 대학교
- 세인트 라 살 대학교
- 서네그로스 대학교

### 전문 대학
- 바콜로드 시립대학
- AMA 컴퓨터 대학 - 바콜로드 캠퍼스
- 바콜로드 크리스티안 센터
- 칼로스 힐라도 메모리얼 주립대학
- 콜레히오 샌 아구스틴 - 바콜로드
- 욘 B. 랙슨 콜리지스 파운데이션 - 바콜로드
- 라 컨솔라시온 대학
- 리버사이드 대학
- 성모마리아 머시 대학
- STI 대학 - 바콜로드 캠퍼스
- VMA 글로벌 대학

## 교통

### 항공

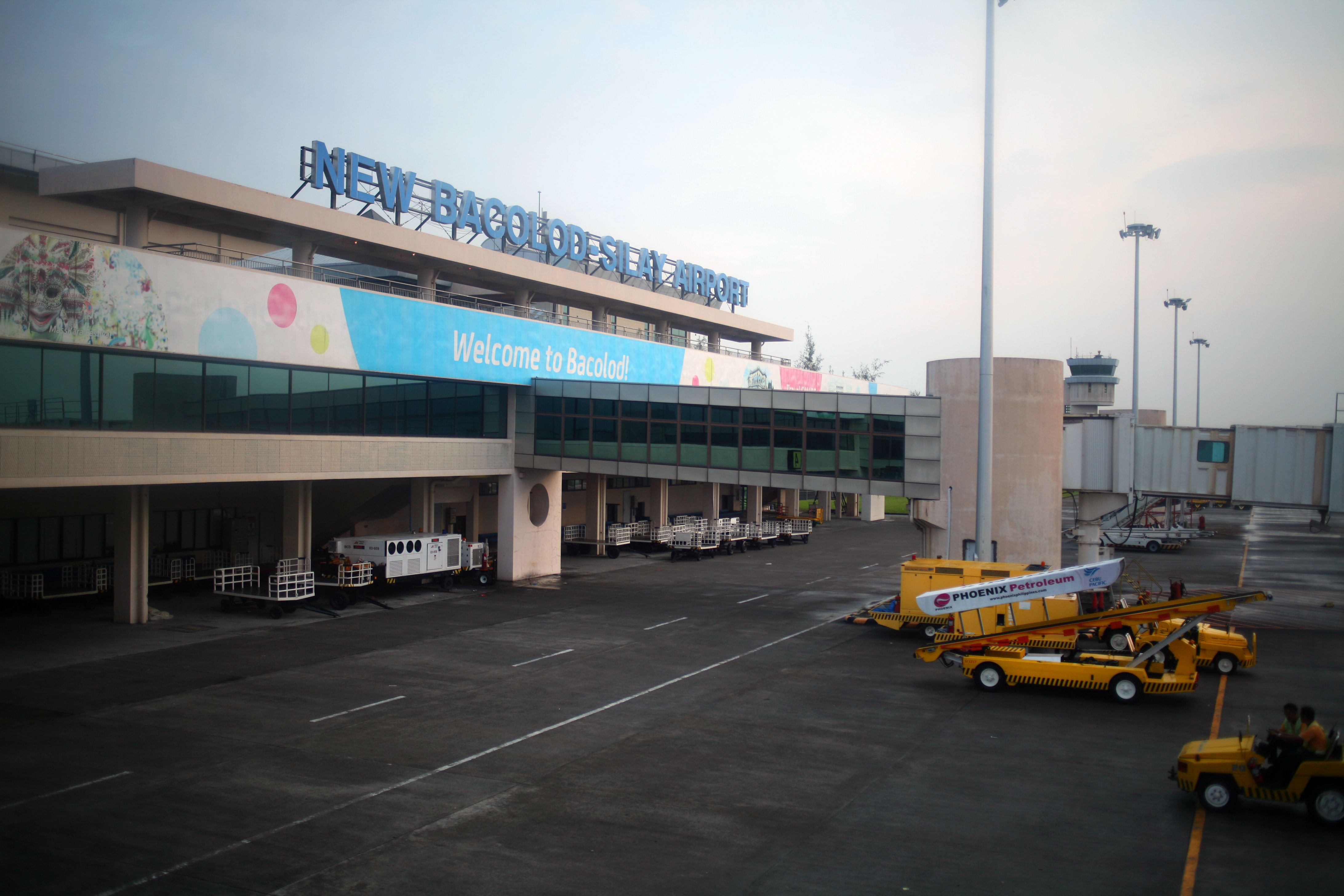
바콜로드 실라이 국제공항

바콜로드에서 북동쪽으로 15km 정도 떨어진 곳에 위치한 바콜로드 실라이 국제공항에서 마닐라, 카가얀데오로까지 1시간, 막탄 세부 국제공항까지 30분 정도 소요된다.
바콜로드 공항은 국내선 노선만을 취급한다. 바콜로드 공항은 바콜로드가 서비사야 지방에 속해 있었을 때 가장 바쁜 공항 중 하나였다. 현재는 바콜로드 실라이 국제공항이 완공되면서 공항으로서의 기능을 내줬다. 필리핀교통통신부의 필리핀 민간 항공국(Civil Aviation Authority of the Philippines, CAPP)이 관리했었다.

## 사진

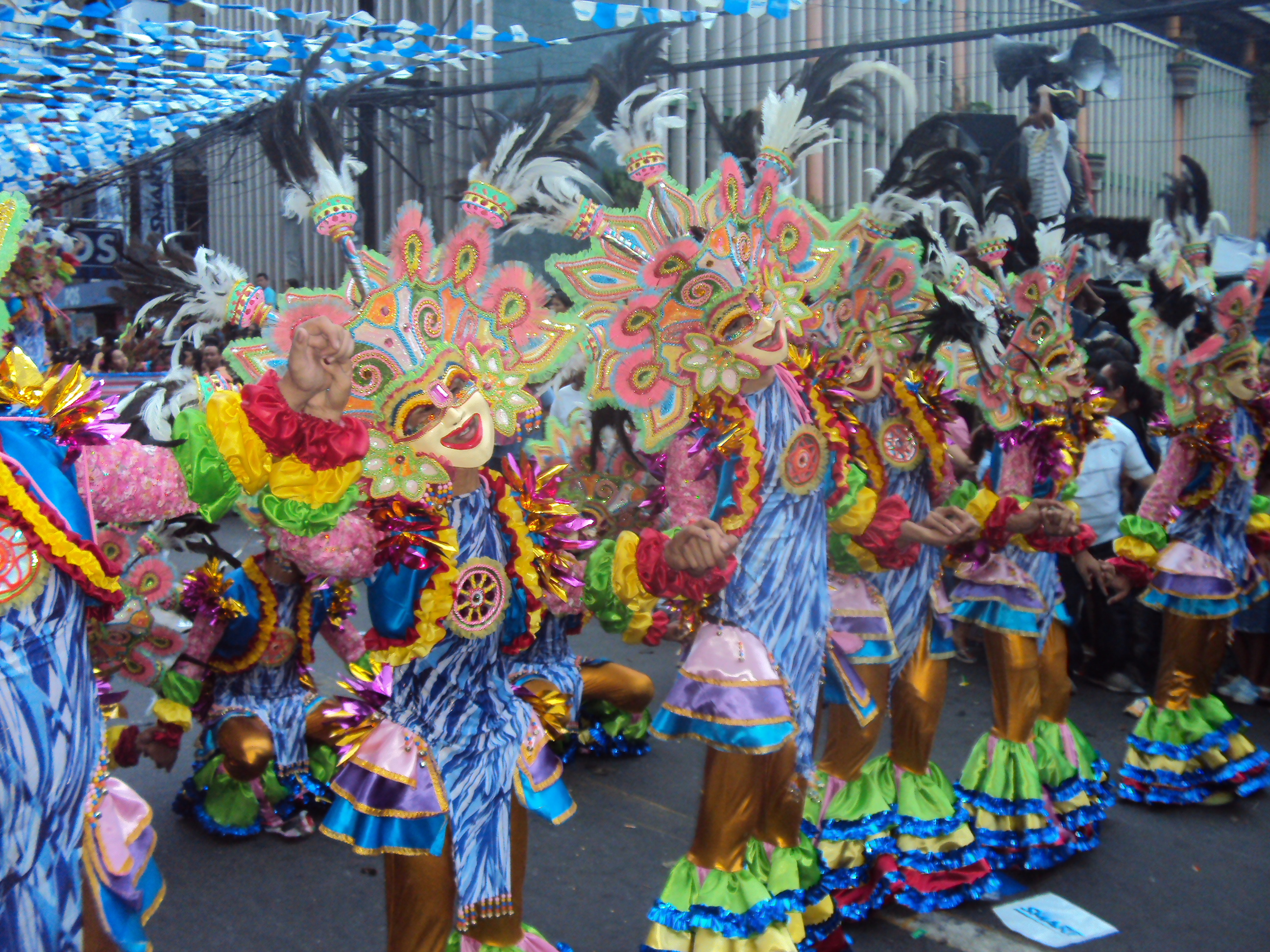
마스카라 축제
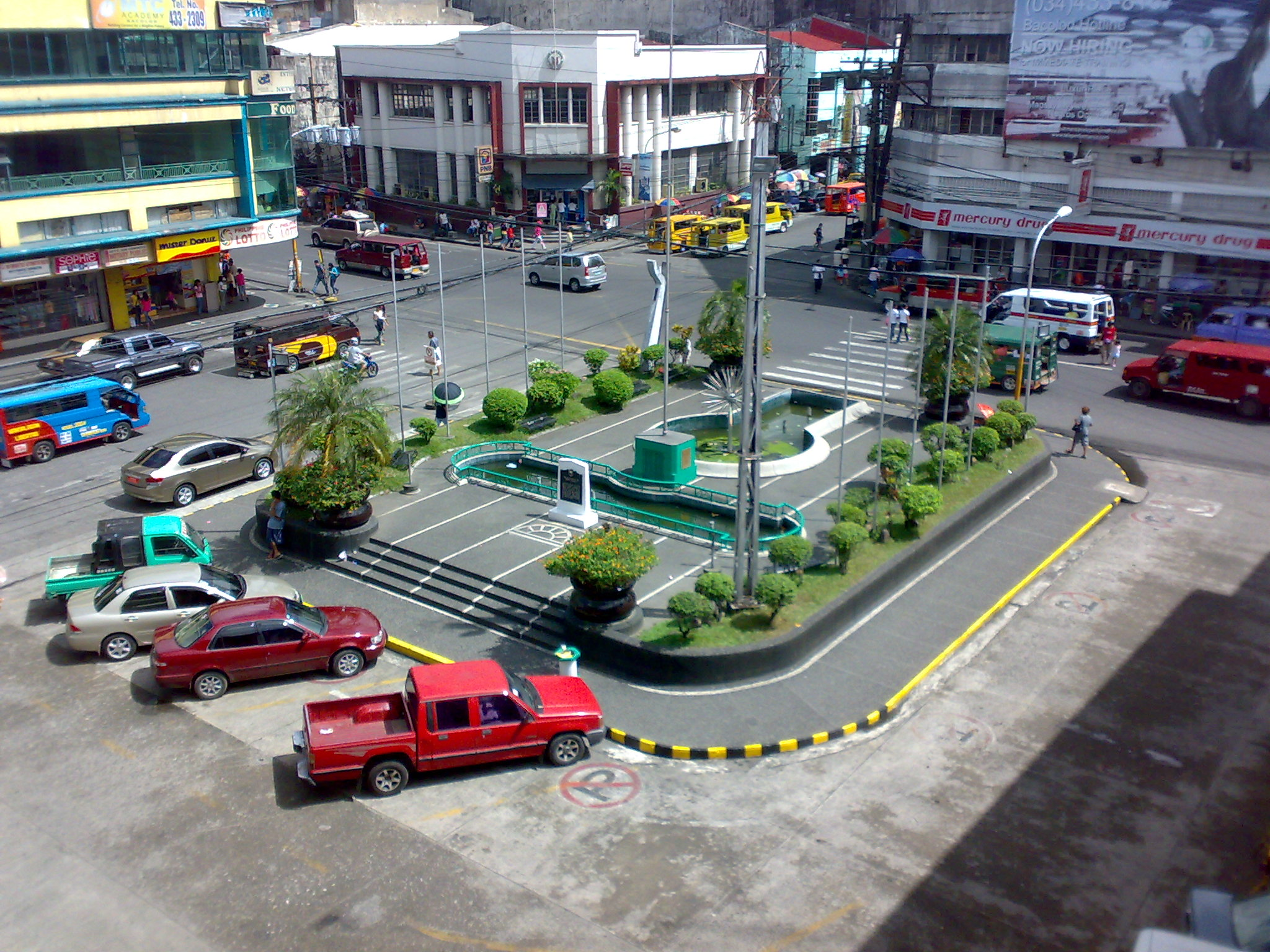
다운타운과 '정의의 샘'
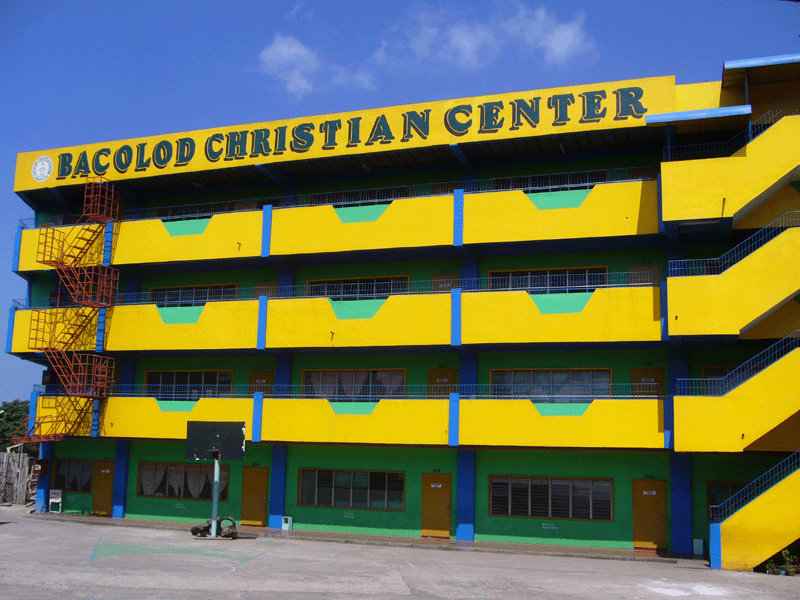
바콜로드 크리스티안 센터
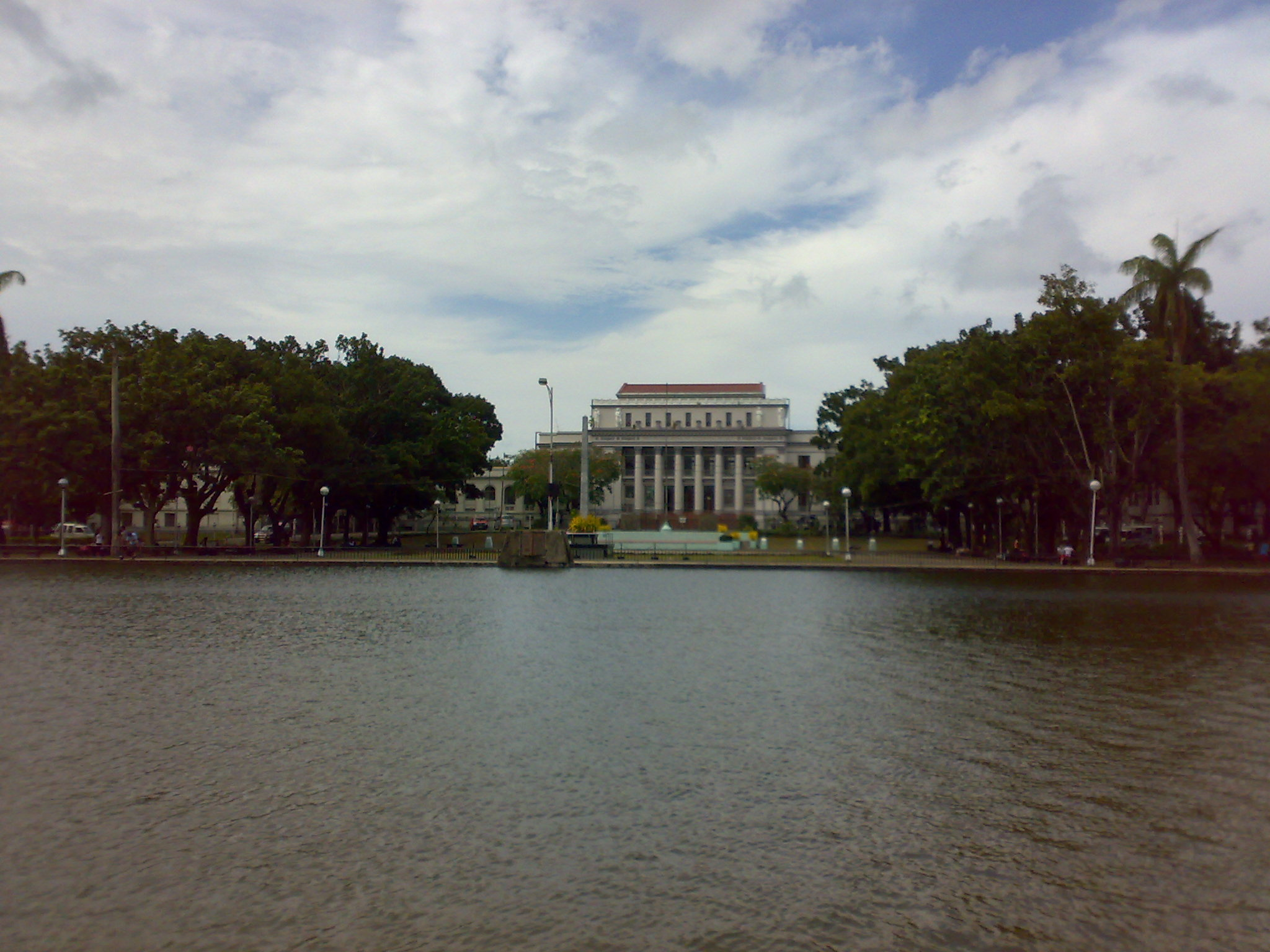
라군파크에서 바라본 서네그로스주 청사
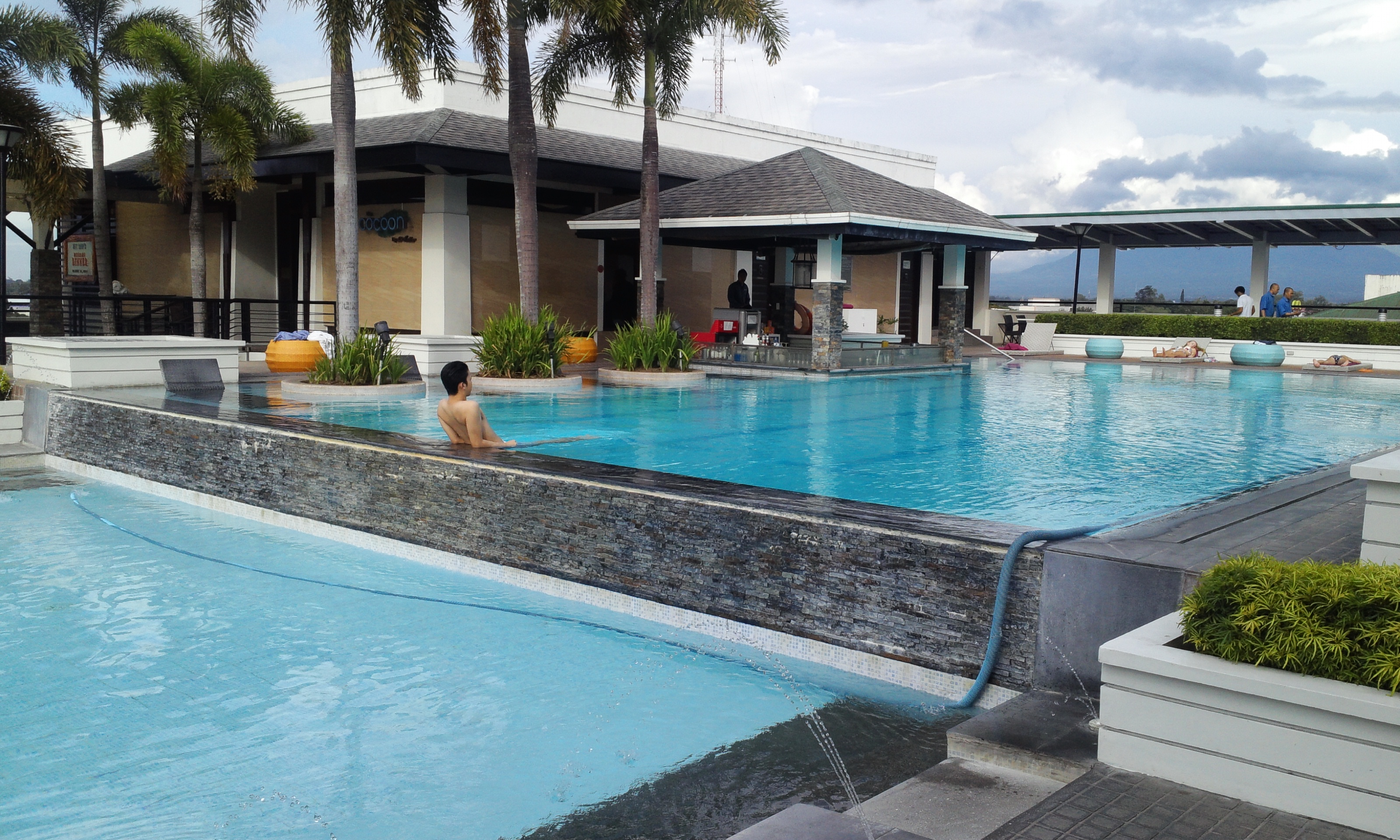
엘피셔 호텔의 야외 수영장(주간)
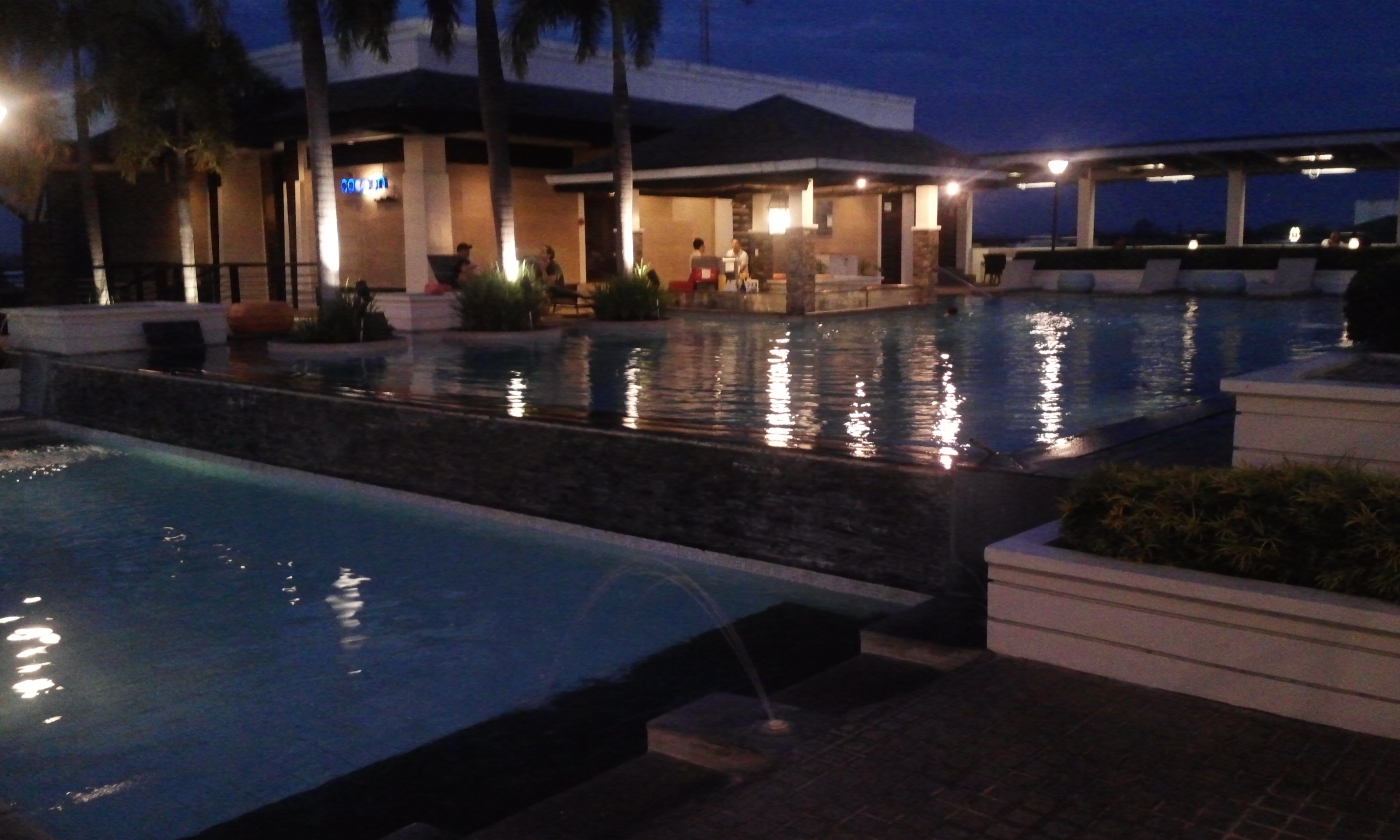
엘피셔 호텔의 야외 수영장(야간)

## 자매 도시

### 국내
- 부투안
- 카가얀데오로
- 일로일로
- 레가스피
- 만다우에
- 마리키나
- 나가
- 파라냐케
- 타가이타이
- 타기그

### 국외
- 캠루프스
- 싱아라자
- 안동
- 대구광역시 서구
- 지룽
- 롱비치

## 같이 보기
- 서네그로스주
- 힐리가이논어